# Etnobotânica
Etnobotânica é a ciência, que estuda simultaneamente as contribuições da botânica e da etnologia, evidenciando as interações entre as sociedades humanas e plantas como sistemas dinâmicos. Também consiste no estudo das aplicações e dos usos tradicionais dos vegetais pelo homem, permitindo um melhor entendimento das formas pelas quais as pessoas pensam, classificam, controlam, manipulam e utilizam espécies de plantas e comunidades.  É uma ciência multidisciplinar de prática multiprofissional que envolve botânicos, antropólogos, farmacólogos, médicos, engenheiros e também uma interdisciplina capaz de proporcionar explicações sobre a interação de comunidades humanas com o mundo vegetal, em suas dimensões antropológica, ecológica e botânica. 
Para alguns autores esse ramo da etnociência  parte da linguística  para estudar o conhecimento de diferentes sociedades sobre os processos naturais, ou relação do homem com a natureza buscando entender a lógica subjacente ao conhecimento humano sobre esta, as taxonomias e classificações que os diferentes povos produzem.  Contudo depara-se com a tarefa de comparar o sistema de classificação popular ou indígena encontrado com as próprias concepções de botânica que possui, assim como a etnomedicina procede diante da patologia e clínica médica.   

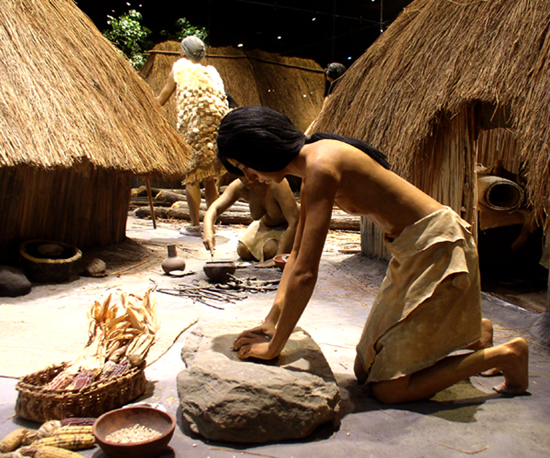
Os primeiros registros do cultivo do milho datam de 7.300 anos, localizados no México

## Ciência multidisciplinar

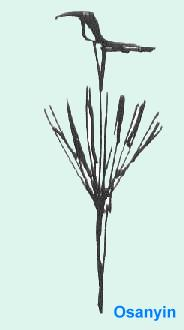
Oçânhim - a entidade das folhas sagradas no Candomblé

O conhecimento botânico destina-se à identificação das espécies de plantas usadas pelas várias etnias, que é a base para todas as ramificações subseqüentes, identifica inclusive as espécies autóctones, selvagens e domesticadas.  As contribuições da antropologia destinam-se ao estudo da origem, estrutura social e étnica das comunidades humanas em foco, estabelecendo relações entre as diversas etnias e extensão do universo linguístico e papéis sociais associados ao conhecimento em questão  além de elaborar questionários que serão aplicados aos informantes no inventário das espécies utilizadas. É na interação com as populações que se constrói o conhecimento, não só da utilidade tradicional das plantas em foco, como da cosmologia que embasa a estrutura social à qual está associada.  
Outras formas de conhecimento também podem ser relevantes, da farmacologia  pode-se pesquisar se há alguma propriedade medicinal, algum princípio ativo  presente nas plantas. Da clínica médica pode-se determinar se as plantas usadas provocam algum efeito fisiológico positivo ou negativo. A utilização de madeiras usadas na construção, fabricação de armas, instrumentos musicais, embarcações, por sua vez também podem requerer de especialistas de áreas afins em nosso saber ocidental científico.
Todo estudo etnobotânico tem como objetivo contribuir para o conhecimento científico das espécies vegetais, mas deve ter em foco a reversão do conhecimento fornecido pelos informantes para o benefício da própria comunidade.  
A etnobotânica tem contribuído não só para resgatar conhecimento tradicional que está em processo de se perder pelo choque com a cultura dominante, como resgatar os próprios valores das culturas com que entra em contato. Tem também apoiado etnias minoritárias no embate contra a apropriação intelectual indevida do conhecimento das propriedades terapêuticas de plantas medicinais por grupos econômicos, que registram princípios ativos como propriedade privada, em contraste com as informações tradicionais que lhes foram cedidas gratuitamente.